# Aja Jung
Aja Jung (Beograd, 13. decembar 1972) srpska je baletska umetnica i koreograf. Jedna je od osnivača i umetnička direktorka Beogradskog festivala igre, jedna od osnivača i upraviteljka Nacionalne fondacije za umetničku igru u Beogradu i od 2010. godine potpredsednik evropskog ogranka Svetske alijanse za umetničku igru - WDA Europe, ITI UNESCO sa sedištem u Rimu.
U oktobru 2024. godine imenovana je za direktorku Baleta Srpskog narodnog pozorišta u Novom Sadu.

## Školovanje i usavršavanje
Rođena je 13. decembra 1972. godine u Beogradu. Diplomirala u klasi pedagoga Marije Janković u Baletskoj školi Lujo Davičo. Dvogodišnju stipendiju Škole Džofri baleta (Joffrey Ballet School) u Njujorku dobila je 1988. godine. Tokom usavršavanja u Njujorku, paralelno je bila uključena u programe Univerziteta Džulijard, Baletskog instituta Njubert (Neubert Ballet Institute) pri Karnegi Holu i Brodvejskog centra za igru (Broadway Dance Center). Njeni pedagozi u SAD bili su Andrej Kulik, Ilija Gaft, Frenk Hečit, Dejvid Stori, Beti Morou, Finis Jang, Su Samjuels. Povratak u Evropu joj donosi ulogu u mjuziklu „Starlajt Ekspres” u Bohumu u Nemačkoj.
Živi i stvara u Beogradu, udata je, ima dve ćerke. Govori engleski i grčki jezik.

## Samostalna igračka karijera
Karijeru slobodne igračice i koreografa započinje po povratku u Beograd i ona beleži četiri celovečernje produkcije: 
- Ofelija u ogledalu, produkcija: City Ballet i Atelje 212, Beograd (premijera: Solun, Grčka, avgust 1992 - Atelje 212, oktobar 1992),
- Ja, Meduza, produkcija:  i Atelje 212, Beograd, Gradski teatar, Krf, Grčka (premijera: Krf, Grčka, januar 1994 – Atelje 212, februar 1994),
- Zelle, produkcija: City Ballet i Atelje 212, Beograd (premijera: Beograd, Atelje 212, maj 1999),
- Priča o Džozefini Bejker, City Ballet i Beogradsko dramsko pozorište, Beograd (premijera: Njujork, SAD, avgust 2002 i BDP, oktobar 2002).

Gostovala je u SAD (Njujork, San Francisko), Kanadi (Toronto, Vankuver), Grčkoj (Atina, Solun, Larisa, Volos, Rodos, Patra, Krf, Hios, Hanja, Iraklion, Argostoli, Zakintos, Katarini), Italiji (La Specija, Palermo, Brindizi, Bolcano, Fivicano, Luka, Festival Versilijana), Rusiji (Moskva), Francuskoj (Pariz, Arl, Nica), Meksiku (Halapa, Verakruz, Meksiko Siti), na Kipru (Limasol, Larnaka, Nikozija), Ukrajini (Kijev, Odesa), Venecueli (Karakas), Australiji (Pert), Nemačkoj (Diseldorf), Škotskoj (Edinburg festival), Srbiji (Novi Sad - Sterijino Pozorje, Kruševac, Subotica, Zrenjanin), Crnoj Gori (Budva Grad Teatar, Podgorica), Republici Srpskoj (Banja Luka), Senegalu (Dakar), Rumuniji (Bukurešt, Sibiju), Poljskoj (Krakov), Litvaniji (Kaunas), Jermeniji (Jerevan)...

## Članstvo i rad u organizacijama
Aja Jung je do danas bila osnivačica ili član niz međunarodnih i domaćih organizacija, seminara i žirija:
- Međunarodni delegat – koordinator projekata Međunarodnog saveta za igru pri UNESCO u Grčkoj, od 1995. do 1998. godine.
- Savetnica Opštine Krf za programe kulture, od 1997. do 1999. godine,
- Predsednica Saveta za igru Srbije i Crne Gore, pri UNESCO, od 2002. do 2012. godine.
- Jedna od osnivača letnjeg festivala ,
- Osnivačica i direktorka Međunarodne letnje baletske škole na Krfu, Grčka, od 2004. do 2008. godine.
- Član komisije UNESCO u Parizu, za dodelu sredstava projektima iz oblasti tradicionalne, klasične i savremene igre svetu, od 2005-2008,
- Članica organizacionog tima svetskih kongresa Međunarodnog saveta za igru pri UNESCO (Pariz, Beograd, Krf, Atina, Naksos, Kijev) i evropskog kongresa WDA ITI UNESCO (Taranto).
- Organizovala je brojne međunarodne seminare klasičnog baleta i savremene igre u Srbiji, Italiji i Grčkoj.
- Dugogodišnji producent gostovanja Zvezda Marijinskog teatra iz Sankt Peterburga, vrhunskih igrača koje je predstavila i publici u Beogradu, Atini i Solunu.
- Potpredsednica evropskog ogranka WDA ITI UNESCO, sa sedištem u Rimu, od 2010. godine
- Članica UO Ansambla KOLO u Beogradu, od 2017-2018. godine
- Članica UO Muzeja savremene umetnosti u Beogradu, od 2018-2019. godine
- Član žirija baletskih takmičenja u Milanu, Pesaru, Ćivitanovi, Valensiji i Rimu
- Predsedavajuća Unije 16 + 1 za umetničku igru, na predlog kineskog departmana, od decembra 2020. godine

## Nagrade i priznanja
- Kao igračica, dobitnica je nagrada na Međunarodnom festivalu igre u Fivicanu (Italija) 1999. godine i na Međunarodnom festivalu savremene igre u Kijevu (Ukrajina), 2001. godine.
- Odlukom ministarke kulture Francuske, Odri Azule, odlikovana je Ordenom umetnosti i književnosti u rangu Viteza, 2016. godine.[5]
- Orden italijanske zvezde, dodeljen ukazom predsednika Serđa Matarele, 29. januara 2018. godine, u Beogradu[6][7]

## Spoljašnje veze
- Blic - Politika/Intervju:U bari dokonih i zlih riba
- Blic-kultura/Jung:Sve sam posvetila festivalu
- Politika - kultura/Uvek je poštenije ne ćutati
- Za umetnost je potreban novac - intervju („Politika”, 18. oktobar 2018)
- Aja Jung za B92: Premijere nam izgledaju kao slavska okupljanja (B92, 29. oktobar 2018)
- Igra je u Beogradu večiti podstanar („Politika”, 26. novembar 2019)
- Aja Jung: "Došli smo do stanja u kome se sve raspada" (B92, 10. decembar 2020)
- „AJA JUNG O IMENOVANJU ZA DIREKTORKU BALETA U SNP: Prvi put da sam postala deo sistema koji nisam sama stvarala”. Blic. Приступљено 8. 12. 2024.